# Semenivka, Tomakivka
Semenivka (în ucraineană Семенівка) este un sat în așezarea urbană Tomakivka din raionul Tomakivka, regiunea Dnipropetrovsk, Ucraina.

## Demografie
Componența lingvistică a localității Semenivka
     Ucraineană (97,24%)
     Rusă (2,41%)
Conform recensământului din 2001, majoritatea populației localității Semenivka era vorbitoare de ucraineană (97,24%), existând în minoritate și vorbitori de rusă (2,41%).